# ケンジュ
ケンジュ（フランス語: Kenge）はコンゴ民主共和国の都市である。クワンゴ州の州都である。

## 交通

### 空港
- ケンジュ空港（英語版）

## 教育
- クワンゴ大学